# Хјулит (Њујорк)
Хјулит (енгл. Hewlett) насељено је место без административног статуса у америчкој савезној држави Њујорк.

## Демографија
По попису из 2010. године број становника је 6.819, што је 241 (-3,4%) становника мање него 2000. године.
| Група             | 2000.         | 2010.         |
| Белци             | 5.991 (84,9%) | 5.363 (78,6%) |
| Афроамериканци    | 65 (0,9%)     | 159 (2,3%)    |
| Азијати           | 338 (4,8%)    | 483 (7,1%)    |
| Хиспаноамериканци | 612 (8,7%)    | 727 (10,7%)   |
| Укупно            | 7.060         | 6.819         |